# Sugihrejo (Gabus)
Sugihrejo is een bestuurslaag in het regentschap Pati van de provincie Midden-Java, Indonesië. Sugihrejo telt 3070 inwoners (volkstelling 2010).